# Dream Within a Dream Tour
Dream Within a Dream Tour je tretja koncertna turneja ameriške pevke Britney Spears. Z njo je promovirala svoj tretji glasbeni album, Britney, v Severni Ameriki in na Japonskem. Turnejo Dream Withim a Dream Tour je promoviralo podjetje Concerts West, s čimer je to postala prva turneja Britney Spears, pri kateri ni sodelovala s podjetjem Clear Channel Entertainment. 21. septembra 2001 so oznanili, da bodo s turnejo v Severni Ameriki začeli čez natančno dva meseca in izdali so tudi veliko datumov koncertov. Februarja 2002 je Britney Spears oznanila drugi del turneje. Koreografijo je sestavil Wade Robson, ki je dejal, da je glavna tema turneje odraščanje Britney Spears in njena nova neodvisnost. Oder sta oblikovala Steve Cohen in Rob Brenner, ki sta ga sestavila tako, da je bil v vsak nastop vključen glavni oder in oder B. Da je Britney Spears lahko potovala z ene strani odra na drugo, so po vzoru Kleopatrine barke ustvarili letečo napravo, s katero je preprosto preletela občinstvo. Na turneji so izvajali predvsem pesmi iz albuma Britney, ki so ga v sklopu slednje tudi promovirali, saj je pevka menila, da te najbolje odražajo njeno osebnost. Vključeni so bili tudi remixi pesmi iz njenih prejšnjih albumov, ki jih je posnel Wade Robson.
Turnejo je sestavljalo sedem delov, od katerih je bil zadnji del zaključek. Britney Spears je s koncert otvorila tako, da se je pred občinstvom pojavila viseč iz velikanskega kolesa; nato je izvedla določene dele njenih prejšnjih uspešnic, skakala iz lebdeče naprave na oder in plesala pred sceno, ki naj bi prikazovala džunglo. Veliko nastopov je bilo izpopolnjenih s posebnimi efekti, vključno s konfeti, pirotehniko, laserskimi lučmi in umetno meglo ter umetnim snegom. V zaključku so na oder pripeljali vodni ekran, iz katerega so na oder spustili dve toni vode; to naj bi bil najbolj značilen del koncerta iz te turneje. V delu turneje iz leta 2002 je pri koncertih prišlo do nekaterih sprememb; namesto originalnih pesmi so izvajali remixe pesmi in Britney Spears je izvedla tudi mnoge neizdane pesmi, kot je na primer »Mystic Man«. Turneji so glasbeni kritiki dodelili mešane ocene, ki so jo hvalili, ker naj bi bili koncerti zelo inovativni, vendar tudi kritizirali, ker naj bi bil poudarek na inovativnosti in ne na glasbi.
Turneja Dream Within a Dream Tour se je zelo dobro prodajala in nazadnje iztržila 43,7 milijonov $. Na drugem koncertu v Mehiki je Britney Spears zapustila oder po peti pesmi, in sicer zaradi nevihte; koncert so nazadnje odpovedali in s tem razjezili občinstvo. Enega izmed koncertov so 18. novembra 2001 predvajali na kanalu HBO; leta 2002 je ta televizijska specijalka prejela emmyja v kategoriji za »izstopajočo tehnično direkcijo in delo s kamero v videospotu, miniseriji, filmu ali televizijski specijalki«. Januarja 2002 so izdali tudi DVD z naslovom Live from Las Vegas.

## Ozadje
19. julija 2001 je glasbena skupina Britney Spears oznanila, da bodo organizirali turnejo v sklopu promocije albuma Britney (2001). Naslednjega dne je njena založba, Jive Records, potrdila, da jeseni načrtujejo turnejo. Turnejo Dream Withim a Dream Tour je promoviralo podjetje Concerts West, ki so ga izbrali po v javnosti večkrat omenjeni bitki med slednjim in podjetjem Clear Channel Entertainment (CCE), ki je promoviralo prejšnje koncertne turneje Britney Spears. To je bilo prvič, da je podjetje Concerts West nadomestilo podjetje CCE, med turnejo pa naj bi Britney Spears zaslužila med 13 in 15 milijonov $. Situacijo je potrdil tudi Larry Rudolph, njen menedžer:
Clear Channel je neverjetno podjetje in prepričan sem, da bomo še sodelovali. Pri tej turneji pa smo sodelovali s podjetjem Concerts West, saj so turneje njihova močna točka in ker imajo v lasti mnoge sistemske pripomočke v tistih arenah [ki so sicer v lasti podjetja AEG] in približno 7.000 kinematografih v državi. S to odločitvijo nismo nameravali izključiti podjetja Clear Channel. S to odločitvijo smo nameravali vključiti podjetje Concerts West. [Podjetje AEG] ima sposobnost, s katero nam lahko pomagajo tržiti naše ključne izdelke, torej glasbeni album in turnejo ter naše sekundarne izdelke, torej film, na način, ki nam bolj ustreza.
20. septembra 2001 so izdali datume koncertov skupaj s seznamom pesmi, predvajanih na turneji. S turnejo so nameravali pričeti 26. oktobra tistega leta, vendar so jo kasneje prestavili na 31. oktober, saj je Britney Spears zbolela in so ji predpisali pet dni počitka. Turnejo so nato prestavili še za en dan in nato končno začeli z njo v areni Nationwide v Columbusu, Ohio. Preden se je turneja pričela, je Britney Spears oznanila, da namerava 1 $ od prodaje vsake vstopnice donirati otrokom gasilcev in policistov, ki so umrli v terorističnih napadih 11. septembra 2001. Nameravala je tudi prodati razne izdelke in sedeže v prvih vrstah za svoje koncerte, s čimer je nameravala zbrati 2 milijona $ in jih donirati v dobrodelne namene. 26. februarja 2002 so izdali še več datum za severnoameriške koncerte v sklopu turneje preko njene uradne spletne strani, kjer so potrdili tudi, da bo njen naslednji koncert v Las Vegasu, Nevada, natančneje v kazinu Mandalay Bay. Drugi del turneje je promoviralo podjetje Samsung. V sodelovanju s podjetjem WFX so med izdelke, uporabljene med nastopom, prispevali tudi mobilne telefone, s katerimi so se lahko ljudje med občinstvom povezali direktno z Britney Spears. Slednja je povedala, da je bila »[ponudba] zame vznemerljiv nov način, s katerim sem se lahko povezala s svojimi oboževalci.«

## Razvoj
Ime turneje je izviralo iz istoimenske pesmi Edgarja Allana Poeja. Koreografijo za turnejo je sestavil avstralski koreograf Wade Robson. Koncept je razložil z besedami:
Turneja bo res, res tehnična - to je res zapleteno. To bodo velikanski koncerti z veliko nove glasbe. Vse skupaj bo preprosto zelo drugače. [...] Veliko več boste izvedeli o njej kot o osebi. Turneja bo resnično govorila o tem, kako je postala ženska, kako je našla samo sebe in svojo neodvisnost. Ve, kaj si želi početi, ve, kdo si želi biti in to je tisto, o čemer govori turneja.
Oder sta za HBO-jevo specijalko oblikovala produkcijski oblikovalec Steven Cohen in produkcijski menedžer Rob Brenner. Steven Cohen je oblikoval glavni oder v ovalni obliki, tako da je Britney Spears lahko nastopala tudi okoli odra in je lahko gledala v različne kamere. Dejal je, da so ostali del odra izdelali po vzoru treh stvari: modne piste, odra B in leteče naprave nad občinstvom. Zadnji pripomoček je, kot je razložil Steven Cohen, navdihnila »Kleopatrina barka, ki je bila v moji glavi precej podobna tisti iz ozadja v filmu Kleopatra. Morala je biti elegantna in natančno oblikovana, hkrati pa tudi visoke tehnologije, saj bo s pomočjo konvencionalnih motorjev in transportnih mehaničnih pripomočkov med koncertom tudi potovala. Poleg tega je morala biti dovolj velika, da je bilo v njej dovolj prostora zanjo in za plesalce.« Rob Brenner je dodal: »Želel sem, da bi otroci v zadnji vrsti doživeli enak koncert, kot tisti v prvih desetih vrstah.« Modna pista je združevala glavni oder in oder B in domislil se je je eden izmed menedžerjev Britney Spears, Johnny Wright. Celoten oder je zgradil Michael Tait iz podjetja Tait Towers. Steven Cohen je dejal: »Prevzeli smo bolj razširjeno vlogo pri pripravljanju skic za Michaela. Želeli smo ohraniti bistvo turneje, tako pri splošnem vtisu kot pri izvedbi teh različnih delov koncertov. [...] Delo je opravil odlično, saj je vpošteval ravno tiste detajle, kot so ograje in luči na tleh, ki smo jih izpopolnili s tehnologijo MR-16. Ko nekaj delaš za televizijo, so vsi ti deli izjemno pomembni. Ogledala na ploščadih in slike na tleh koncert na televiziji prikažejo kot bolj izpopolnjenega.«
Posnetek koncerta prikazuje oboje, nastope v živo in galerijo slik, ki jo je režiral Wade Robson. Steven Cohen je pri izdelavi obojestranskega prilagojenega posnetka s kockami, ki so jih na odru obesili zgoraj desno, sodeloval z Dannyjem O'Brienom iz BCC Videa. Velikansko kolo, s katerim je Britney Spears otvorila koncert, je naredilo podjetje Branam Enterprises in je bilo pritrjeno na ploščad, ki jo je izdelalo podjetje Tait Towers. 171 belih laserskih luči je zagotovilo podjetje Spectra. Velikansko glasbeno skrinjico, ki jo je Britney Spears uporabila ob izvajanju pesmi »Born to Make You Happy« (1999), je oblikoval Michael Cotton. Konfete, ki so jih izstrelili iz raznih naprav, je zagotovilo podjetje Pyrotek. Pirotehnične učinke je izpopolnilo podjetje Gerb Fountains, medtem ko je umetni sneg zagotovilo podjetje Little Blizzard. Nastop s pesmijo »...Baby One More Time« (1998) je vključeval tudi velikanski vodni ekran, v katerega so s povprečno hitrostjo 360 litrov na minuto načrpali približno dve toni vode. Steven Cohen je dejal: »Vodni ekran je ključen za celotno oblikovanje, saj odraža naš sistem oblikovanja - elektriko, oder, ples. Rob je odkril podjetje (Chameleon Productions iz Orlanda, Florida), ki je izdelovalo ekrane in takoj sem pogledal, kaj so imeli na zalogi ter videl, da so imeli same pravilno oblikovane ekrane. In vedel sem, da si mi ne želimo pravilno oblikovanega ekrana. Želeli smo cirkuški vodni ekran, zato smo fizično zgradili tuš, ki je stal na sredi odra in ni nikogar zmočil, tako da se je lahko sprehodila čezenj, kadarkoli je želela. Seveda so vsi menili, da sem zmešan, saj sem predlagal šest-stransko obliko. Vsi so bili zaskrbljeni, saj so menili, da bi pomanjkljivosti lahko povzročile puščanje vode. Vendar sem vztrajal, da bomo s pravimi merami lahko prevarali gravitacijo in na koncu dobili trdne plošče.«

Niti sanjalo se nam ni o potencialu vodnega ekrana, dokler nismo videli ekranov v Lakelandu, Florida [kjer so potekale vaje za turnejo], šest ali sedem mesecev kasneje pa smo se odločili, da bomo to vključili v turnejo. Morali so opraviti veliko oblikovanja in tehnične režije preden so prišli do nas in nam povedali, da lahko izdelajo takšen ekran. V bistvu gre za dvodelni sistem [...] Vodni ekran, ki lebdi v zraku, ima črpalke, ki skrbijo, da se vodna zavesa ne spusti. Vendar smo morali ujeti vodo in jo načrpati v ekran s kupom črpalk. To je bil za nas torej zelo poseben izziv, saj tega nismo naredili še nikoli. Potrebovali smo skoraj dva meseca, preden smo bili prepričani, da bo to delovalo. Čeprav sva oba, Steve in jaz, zelo izkušena, je bilo to za naju popolnoma neznano in nisva bila prepričana, če bova temu kos. [...] [To je] eden izmed pripomočkov, ki so najbolj značilni za to turnejo. Prvič, ko smo ekran prižgali, sva s Steveom pogledala drug drugega in se nasmehnila, saj si niti v najbolj divjih sanjah nisva predstavljala, da bo vse skupaj izgledalo tako dobro, kot izgleda. Ko vklopimo vodni ekran, občinstvo v areni začne kar šušljati. Lahko jih skoraj slišiš, kako šepetajo drug drugemu, 'Je to voda?' Zaenkrat so videli že toliko, in za veliko otrok je to prvi koncert, torej je vse, pirotehnika, laserji, leteča barka in pripomočki za skakanje — vsi ti efekti so zanje novi. Vse skupaj je nekaj, česar niste videli še nikoli, in mislim, da tega tudi nihče več ne bo mogel narediti, mi pa smo se obrnili na vodni ekran.

Rob Brenner razloži nastajanje vodnega ekrana
Osvetljevanje odra je uredil Steven Cohen skupaj s svojim partnerjem pri podjetju Steve Cohen Productions, Joelom Youngom, ki je na turneji prevzel vlogo vodje osvetljevanja. Steven Cohen je dejal: »Vsi ti koncerti so zelo barvni - vse je bogato z barvami. Imamo veliko slojev, ki pa te ne zmedejo toliko, da ne vidiš čiste celote.« Celotno ozadje so programirali s konzulo Flying Pig Systems Wholehog II. Podjetje Steve Cohen Productions je upravljalo tudi z osvetljevanjem na turneji, pripomočke za osvetljevanje pa so najeli od podjetja Westsun and Fourth Phase/LSD. Podjetje Syncrolite je zagotovilo 3k luči. Ostale kombinacije osvetljevanja sta priskrbeli podjetji Coemar in High End Systems. Na koncertu je bilo približno 215 aktivnih luči.
Teden dni preden se je turneja pričela, je Britney Spears o koncertih povedala: »Prišla sem z Broadwayja, zato sem si želela, da bi bilo vse skupaj zelo teatralno. Celoten proces je bil zame zelo čaroben. Upam, da bo to nekaj, česar si ljudje nikoli niso predstavljali ali videli v svoji glavi. Včeraj sem vse skupaj pregledala in si mislila: 'Ko bom stara 30 let, ne bo ničesar, česar še nisem preizkusila.'« 9. septembra 2001 so se začele vaje za glasbeno skupino. Britney Spears se jim je pridružila kasneje ob vaji koreografije v Los Angelesu, Kalifornija. Seznam pesmi so sestavljale predvsem pesmi z albuma Britney. Svojo izbiro pesmi je Britney Spears na tiskovni konferenci razložila z besedami: »Enostavno sem si želela, da bi me oboževalci videli v drugačni luči kot doslej. Ta glasba prikazuje mene in to, kdo sem. Upam, da bodo [oboževalci] prišli na koncert in da jih bo glasba navdihnila in zabavala.« Vključili so tudi remixe mnogih pesmi z njenih prejšnjih albumov, kot je na primer remix za pesem »...Baby One More Time« Wadea Robsona. Wade Robson je razložil, da je želel, da bi remix oboževalce »ponesel v novo smer - jih nekoliko obrnil.«

## Koncert
Koncert se je pričel z žensko, oblečeno v belo večerno obleko iz osemnajstega stoletja, ki je na kratko govorila z občinstvom in nato izgine. Nato so prikazali video uvod, v katerem različni ljudje govorijo o svojih sanjah. Na koncu posnetka se prikaže Britney Spears, ki spi v mehurčku. Nato se je, oblečena v črno obleko pojavila ploščadi, pritrjene nekaj metrov stran od tal. Skupaj s svojimi soplesalci se je pričela vrteti in izvajati pesem »Oops!...I Did It Again«. Nato je Britney Spears skupaj s svojimi plesalci pričela nastopati s pesmijo »(You Drive Me) Crazy«. Po nastopu so plesalci nadaljevali s plesom, pevka sama pa je zapustila oder in se preoblekla. Potem se je vrnila na oder in začela nastopati s pesmijo »Overprotected«, kjer so jo med nastopom obkrožile laserske luči. Posnetek je prikazoval podobe plešaste Britney Spears, kjer so njeni lasje med pesmijo rasli. Med naslednjim nastopom se je na odru prikazala velikanska glasbena škatla, iz katere se je Britney Spears pokazala oblečena v balerino in začela nastopati s pesmijo »Born To Make You Happy«. Nato se je preoblekla v satenast plašč in nastopila s pesmijo »Lucky«, med nastopom pa so iz naprav na odru pričeli leteti konfeti. Nazadnje je oblečena v kopalni plašč izvedla še pesem »Sometimes«.
Na oder se je vrnila oblečena v kratko majico z naramnicami in hlače ter izvedla pesem »Boys«, kjer je bil velik poudarek na plesu. Nato je oblečena v barvno haljo in cilinder nastopila s pesmijo »Stronger«. Ob koncu nastopa je sedla zraven pianista in se nekaj časa pogovarjala z občinstvom, nato pa izvedla še pesem »I'm Not A Girl, Not Yet A Woman«. Nato so prikazali še posnetek ustvarjanja glasbene skupine, kjer so bili Britney Spears in njeni plesalci prikazani kot na novo ustvarjena glasbena skupina. Nato je na oder prišla v barki ter s štirimi plesalkami izvedla pesem »I Love Rock 'n' Roll«. Barko so z raznimi žicami dvignili v zrak, vendar je zaradi veliko pirotehničnih učinkov izgledalo, kot da jo je v zrak dvignil ogenj. Ko je bila nad odrom B, je Britney Spears skočila z barke. Nato je na manjšem odru izvedla pesem »What It's Like To Be Me«. Za nastop s pesmijo »Lonely« se je vrnila na glavni oder in nato se je na ekranu v ozadju prikazal še posnetek nje med plesanjem. Plesalci in glasbena skupina so izvedli plesno točko, imenovano »Breakdown«. Med nastopom s pesmijo »Don't Let Me Be the Last to Know« je oblečena v večerno obleko pela na velikanskih ploščah, medtem pa sta za njo plesala dva spremljevalna plesalca. Med nastopom je s stropa začel padati umeten sneg.
Po kratkem uvodu se je Britney Spears vrnila na oder in začela z nastopom s pesmijo »Anticipating«, v katerem je nosila krilo iz džinsa. Nato se je na odru pokazala velikanska knjiga različnih barv, v kateri so bile narisane hiše in avtomobili. Nato se je preoblekla in začela nastopati s pesmijo »I'm a Slave 4 U«, medtem ko se je v ozadju prikazala scena džungle, ki so jo spremljale laserske luči in umetna megla. Potem, ko se je pesem končala, se je priklonila in se zahvalila občinstvu, nato pa je zapustila oder. Nato so prikazali velikansko projekcijo holograma Britney Spears pred vodnim ekranom. Projekcija se je postopoma krčila, dokler ni Britney Spears prišla na oder plastičnim kavbojskim klobukom na glavi, oblečena v modre hlače in ujemajoč se nedrček. Nato je pričela nastopati s pesmijo »...Baby One More Time«, spremenjeno v balado in jo izvajala, vse dokler ni prišla do konca modne brvi. Nato so na odru izvedli veliko pirotehničnih učinkov, pesem pa je postala hitrejša z več elementi techno glasbe. Njeni plesalci so odšli na glavni oder, ona sama pa se je vrnila na modno brv. Skočili so na barko, ki se je pričela dvigovati, plesalci sami pa so nadaljevali s plesom. Na koncu je Britney Spears skočila z barke in odšla z odra.
Potem, ko je leta 2002 oznanila, da bodo turnejo podaljšali, so tudi nekoliko spremenili seznam izvajanih pesmi. Originalni remix pesmi »Overprotected« so nadomestili z Darkchildovim remixom. Izvirnik pesmi »Boys« so nadomestili z Pharrellovim remixom pesmi, Britney Spears pa je obleko zamenjala za usnjeno kratko majico. Vključili so tudi novo pesem, imenovano »Mystic Man«, ki so jo izvedli s pesmijo »Stronger«. Corey Moss iz MTV-ja je pesem opisal kot »zelo podobno [pesmi 'I'm Not a Girl, Not Yet a Woman'], vendar vsebuje več tradicionalnih R&B elementov, a la Alicia Keys.« Pesem so med koncerti tudi pogosto nadomestili z drugimi pesmimi. Posnetki niso imeli več tako vidne vloge in ob izvajanju pesmi »Overprotected« ni bilo več vključenega ozadja.

## Spremjem
Larry Nager iz revije The National Enquirer je menil, da je »[koncert] vseboval več tehničnih čarovnij kot Harry Potter, vendar skoraj nič pravega petja.« V svoji oceni je dodal še: »Čeprav ni bil pravi koncert, je bila to enkratna predstava.« Ann Powers iz revije The New York Times je dejala, da je bil koncert »bleščeč« in menila, da nastopi niso bili prikrajšani za glasbo, saj je ta ostala pomemben element, k čemur je dodala še: »Zaradi teh ekstravagantnih sanj so nekateri oboževalci morda začeli meniti, da je Britney, kakršno jo poznamo, samo sanje, ustvarjalka, katere genijalnost ni petje [...] temveč draženje hrepenenj in strahov, ki lovijo sodobni svet. Gdč. Spears sedaj želi prebuditi svojo odraslo osebnost, vendar bo morda odkrila, da je podzemni svet želja njeno naravno okolje.« Jim Farber iz revije Daily News je turnejo Dream Within a Dream Tour primerjal s turnejami ostalih najstniških glasbenikov: »Njena zadnja devetdesetminutna ekstravaganca je morala biti najdragocenješa, najbolj izpopolnjena in, bodimo iskreni, najmanj lepljiva zaenkrat.« Navdušil pa ga je oder, ki ga je opisal kot »največji oder kar sem jih kdaj videl na pop koncertu.« Camille Lamb iz revije The Daily Collegian je koncert označila za »izpopolnjen, zelo homogeniziran prikaz kapitalizma kot najboljše.« Dejala je tudi, da je koncert izpolnil pričakovanja občinstva, saj naj bi »najstniško fantazijo [spremenil] v otipljivo resničnost.« Neva Chonin iz revije San Francisco Chronicle je verjela, da je bil koncert »čisti Britneyjin uspeh, [...] zelo zabaven.« Dodala je še, da »čeprav se je od daleč zelo lahko rogati zvijačam Spearsove, o njeni karizmi in arhetipskem učinku ko jo enkrat vidiš v živo ni dvoma. Je kot begunka iz filma Mulholland Drive Davida Lyncha, bleščeče sanjaško dekle, ki čaka, da jo napolnejo fantazije njenega občinstva. In vlogo izpolnjuje z brezhibno profesionalnostjo, natančno izvedeno koreografijo z zmagovito dostopnostjo, ki njene oboževalce popelje v njen popolen svet, kljub temu pa ostane na varni razdalji. Na kratko, z njimi se poveže preko nasmehov, hihitanja in nečesa, kar se zdi kot pristen užitek ob nastopanju.« Turneja je uživala v velikem komercialnem uspehu. David Zedeck, agent Britney Spears, je povedal, da je bil del turneje iz leta 2001 večinoma razprodan, saj se je koncertov udeležilo približno 400.000 ljudi. Turneja je iztržila 43,7 milijonov $ in tako postala druga najbolje prodajana turneja ženske ustvarjalke, takoj za Cherino turnejo Farewell Tour.

## Odpoved koncerta v Mehiki
28. julija 2002, med drugim koncertom v Foro Solu v Mexico Cityju, je Britney Spears zapustila oder po nastopu s pesmijo »Stronger« z besedami: »Oprostite, Mehika. Rada vas imam, adijo.« Kmalu potem so preko zvočnikov izdali izjavo, ki je potrdila, da je celoten koncert odpovedan. V lokalnih časopisih Milenio in El Universal so objavili, da so bili oboževalci zaradi odpovedi zelo razburjeni in da so poškodovali več stolov ter drugih reči. Dva dneva kasneje je Britney Spears izdala izjavo: »Žal mi je, da nisem mogla končati koncerta za svoje oboževalce. Mehiški oboževalci so eno izmed najboljših občinstev, za katere sem kadarkoli igrala. Odločili smo se, da koncert moramo odpovedati, saj ni kazalo, da bo bliskanju in nevihti kaj kmalu konec.« Vodja podjetja Ocesa Presenta, ki je promoviralo koncert, Guillermo Parra, je reviji El Universal razložil, da »to ni bil ne trik ne prevara, temveč vremenski pogoji, ki jih ne moremo nadzorovati.« Oznanil je tudi, da bodo od 1. avgusta 2002 dalje oboževalcem v celoti začeli vračati denar. Založba Jive Records je izdala izjavo:
Nevarna nevihta s strelami je bila glavni razlog za odhod Britney Spears z odra. Britney Spears je s koncertom pričela po dveh močnih nevihtah, vendar se je s ponovno nevihto, ki je vključevala tudi strele, stopnja tveganja za občinstvo in zaposlene povečala, zaradi česar je bilo nemogoče, da bi s koncertom nadaljevali.

## Snemanje in predvajanje
1. marca 2002 je kanal HBO oznanil, da bodo koncert v Las Vegasu, natančneje v areni MGM Grand, 18. novembra tistega leta kot televizijsko specijalko predvajali na njihovem kanalu. Specijalko je režiral in produciral Marty Callner. Britney Spears je predlagala, da bi HBO koncert predvajal tudi preko mreže American Forces Network (AFN), in sicer na kanalih AFN-Atlantic in AFN-Pacific. V stiku je bila tudi z vojaki v vojašnicah Marine Corps Base Camp Pendleton, Naval Base San Diego, Fort Polk in Lackland Air Force Base. Televizijska specijalka je leta 2002 prejela emmyja v kategoriji za »izstopajočo tehnično direkcijo in delo s kamero v videospotu, miniseriji, filmu ali televizijski specijalki«. Januarja 2002 je založba Jive Records izdala DVD z naslovom Live from Las Vegas; slednji je prejel dvakratno platinasto certifikacijo s strani organizacije Recording Industry Association of America (RIAA) za 200.000 prodanih kopij izvodov v Združenih državah Amerike. 18. septembra 2002 je založba Jive Records oznanila, da bodo izdali tudi fotografsko knjigo in DVD z naslovom Stages ter Stages: Three Days in Mexico. DVD je režiral Albert Maysles, dokumentiral pa je čas, ki ga je preživela v Mehiki in na Japonskem. Britney Spears je odločitev za izdajo DVD-ja utemeljila z besedami: »Vse stvari, ki jih ne bodo nikoli videli in ki se mi zdijo tako posebne, sem želela deliti s svojimi oboževalci. Na takšen način se jim zahvalim.«

## Spremljevalni glasbeniki
- O-Town (Severna Amerika) (izbrani koncerti)[29]
- LFO (Severna Amerika) (izbrani koncerti)[30]
- Diddy (Severna Amerika) (izbrani koncerti)[30]
- Nikka Costa (Severna Amerika) (izbrani koncerti)[16]
- Mpress (Severna Amerika) (izbrani koncerti)[31]
- Luis Fonsi (Mehika)[32]

## Seznam pesmi
1. »Dream Within a Dream« (video uvod)
2. »Oops!... I Did It Again«
3. »(You Drive Me) Crazy«
4. »Vse ste si samo domišljali« (plesni uvod)
5. »Overprotected«
6. »Čas za pravljico« (video uvod) (vključuje elemente pesmi »From the Bottom of My Broken Heart« in »Born to Make You Happy«)
7. »Born to Make You Happy« / »Lucky« / »Sometimes«
8. »Čas za pravljico« (nadaljevanje) (video uvod)
9. »Boys«
10. »Stronger«
11. »I'm Not a Girl, Not Yet a Woman«
12. »Ustvarjanje glasbene skupine« (video uvod) (vključuje dele pesmi »Who Let The Dogs Out?«, »Music« in »I Love Rock and Roll«)
13. »I Love Rock and Roll«
14. »What It's Like To Be Me«
15. »Lonely«
16. »Breakdown« (uvod z nastopom)
17. »Don't Let Me Be the Last to Know«
18. »Crayolin svet« (video uvod)
19. »Anticipating«
20. »I'm a Slave 4 U«
21. »...Baby One More Time«
22. »Samo sanjali ste« (video zaključek)

1. »Dream Within a Dream« (video uvod)
2. »Oops!... I Did It Again«
3. »(You Drive Me) Crazy«
4. »Vse ste si samo domišljali« (plesni uvod)
5. »Overprotected« (Darkchildov remix)
6. »Čas za pravljico« (video uvod) (vključuje elemente pesmi »From the Bottom of My Broken Heart« in »Born to Make You Happy«)
7. »Born to Make You Happy« / »Lucky« / »Sometimes«
8. »Čas za pravljico« (nadaljevanje) (video uvod)
9. »Boys« (Co-Edov remix)
10. »Stronger«
11. »Mystic Man« (vključuje del pesmi »Gone«)
12. »Weakness« 1
13. »You Were My Home« 1
14. »My Love Was Always There« 1
15. »I'm Not a Girl, Not Yet a Woman«
16. »Ustvarjanje glasbene skupine« (video uvod) (vključuje dele pesmi »Who Let The Dogs Out?«, »Music« in »I Love Rock and Roll«)
17. »I Love Rock and Roll«
18. »What It's Like To Be Me«
19. »Lonely«
20. »Breakdown« (uvod z nastopom)
21. »Don't Let Me Be the Last to Know«
22. »Crayolin svet« (video uvod)
23. »Anticipating«
24. »I'm a Slave 4 U«
25. »...Baby One More Time«
26. »Samo sanjali ste« (video zaključek)

1Na določenih koncertih izvedeno namesto pesmi »Mystic Man«. Teh pesmi niso izvajali na vseh koncertih.
Vir:

## Datumi koncertov
| Severna Amerika   |                    |                         |                                      |
| 1. november 2001  | Columbus           | Združene države Amerike | Arena Nationwide                     |
| 2. november 2001  | Pittsburgh         | Združene države Amerike | Arena Mellon                         |
| 5. november 2001  | Toronto            | Kanada                  | Center Air Canada                    |
| 7. november 2001  | Uniondale          | Združene države Amerike | Nassau Veterans Memorial Coliseum    |
| 8. november 2001  | University Park    | Združene države Amerike | Center Bryce Jordan                  |
| 9. november 2001  | Cleveland          | Združene države Amerike | Arena Gund                           |
| 10. november 2001 | Cincinnati         | Združene države Amerike | Arena U.S. Bank                      |
| 12. november 2001 | Denver             | Združene države Amerike | Center Pepsi                         |
| 13. november 2001 | Salt Lake City     | Združene države Amerike | Center Delta                         |
| 17. november 2001 | Las Vegas          | Združene države Amerike | Arena MGM Grand Garden               |
| 18. november 2001 | Las Vegas          | Združene države Amerike | Arena MGM Grand Garden               |
| 20. november 2001 | Anaheim            | Združene države Amerike | Arrowhead Pond of Anaheim            |
| 21. november 2001 | Los Angeles        | Združene države Amerike | Center Staples                       |
| 26. november 2001 | Auburn Hills       | Združene države Amerike | The Palace of Auburn Hills           |
| 27. november 2001 | Milwaukee          | Združene države Amerike | Center Bradley                       |
| 28. november 2001 | Rosemont           | Združene države Amerike | Arena Allstate                       |
| 29. november 2001 | Minneapolis        | Združene države Amerike | Center Target                        |
| 1. december 2001  | Atlantic City      | Združene države Amerike | Boardwalk Hall                       |
| 2. december 2001  | Vzhodni Rutherford | Združene države Amerike | Arena Continental Airlines           |
| 3. december 2001  | Albany             | Združene države Amerike | Arena Pepsi                          |
| 5. december 2001  | New York City      | Združene države Amerike | Madison Square Garden                |
| 8. december 2001  | Hartford           | Združene države Amerike | Center Hartford Civic                |
| 9. december 2001  | Boston             | Združene države Amerike | Center Fleet                         |
| 10. december 2001 | Philadelphia       | Združene države Amerike | Center First Union                   |
| 11. december 2001 | Boston             | Združene države Amerike | TD Garden                            |
| 14. december 2001 | Raleigh            | Združene države Amerike | Arena Raleigh Entertainment & Sports |
| 15. december 2001 | Atlanta            | Združene države Amerike | Philipsova arena                     |
| 16. december 2001 | New Orleans        | Združene države Amerike | Arena v New Orleansu                 |
| 18. december 2001 | Tampa              | Združene države Amerike | Ice Palace                           |
| 19. december 2001 | Miami              | Združene države Amerike | Arena American Airlines              |
| 21. december 2001 | Washington, D.C.   | Združene države Amerike | Center MCI                           |
| Azija             |                    |                         |                                      |
| 25. april 2002    | Tokio              | Japonska                | Tokyo Dome                           |
| Severna Amerika   |                    |                         |                                      |
| 24. maj 2002      | Las Vegas          | Združene države Amerike | Center Mandalay Bay Events           |
| 25. maj 2002      | Las Vegas          | Združene države Amerike | Center Mandalay Bay Events           |
| 28. maj 2002      | Vancouver          | Kanada                  | Pacific Coliseum                     |
| 29. maj 2002      | Tacoma             | Združene države Amerike | Tacoma Dome                          |
| 30. maj 2002      | Portland           | Združene države Amerike | Arena Rose Garden                    |
| 1. junij 2002     | Oakland            | Združene države Amerike | Arena Oakland                        |
| 2. junij 2002     | San Jose           | Združene države Amerike | Compaqov Center v San Joseju         |
| 4. junij 2002     | Los Angeles        | Združene države Amerike | Center Staples                       |
| 5. junij 2002     | San Diego          | Združene države Amerike | Coxova arena v Aztec Bowlu           |
| 6. junij 2002     | Los Angeles        | Združene države Amerike | Staples Center                       |
| 10. junij 2002    | Sacramento         | Združene države Amerike | Arena ARCO                           |
| 12. junij 2002    | Phoenix            | Združene države Amerike | Arema America West                   |
| 14. junij 2002    | Lubbock            | Združene države Amerike | Arena United Spirit                  |
| 15. junij 2002    | San Antonio        | Združene države Amerike | Alamodome                            |
| 16. junij 2002    | Houston            | Združene države Amerike | Center Compaq                        |
| 20. junij 2002    | Chicago            | Združene države Amerike | Center United                        |
| 21. junij 2002    | Indianapolis       | Združene države Amerike | Conseco Fieldhouse                   |
| 22. junij 2002    | St. Louis          | Združene države Amerike | Center Savvis                        |
| 24. junij 2002    | Auburn Hills       | Združene države Amerike | The Palace of Auburn Hills           |
| 25. junij 2002    | Hamilton           | Kanada                  | Copps Coliseum                       |
| 26. junij 2002    | Buffalo            | Združene države Amerike | Arena HSBC                           |
| 28. julij 2002    | Philadelphia       | Združene države Amerike | Center First Union                   |
| 29. junij 2002    | Boston             | Združene države Amerike | Center Fleet                         |
| 30. junij 2002    | Worcester          | Združene države Amerike | Worcesterov center                   |
| 5. julij 2002     | Atlantic City      | Združene države Amerike | Boardwalk Hall                       |
| 6. julij 2002     | East Rutherford    | Združene države Amerike | Arena Continental Airlines           |
| 9. julij 2002     | Uniondale          | Združene države Amerike | Nassau Veterans Memorial Coliseum    |
| 10. julij 2002    | Washington, D.C.   | Združene države Amerike | Center MCI                           |
| 11. julij 2002    | Charlotte          | Združene države Amerike | Charlotte Coliseum                   |
| 13. julij 2002    | Sunrise            | Združene države Amerike | Center National Car Rental           |
| 14. julij 2002    | Orlando            | Združene države Amerike | Center TD Waterhouse                 |
| 18. julij 2002    | Bossier City       | Združene države Amerike | Center CenturyTel                    |
| 19. julij 2002    | Oklahoma City      | Združene države Amerike | Center Ford                          |
| 20. julij 2002    | North Little Rock  | Združene države Amerike | Arena Alltel                         |
| 22. julij 2002    | Dallas             | Združene države Amerike | Center American Airlines             |
| 27. julij 2002    | Mexico City        | Mehika                  | Foro Sol                             |
| 28. julij 2002    | Mexico City        | Mehika                  | Foro Sol                             |

### Zaslužek
| Prizorišče                   | Mesto           | Prodane vstopnice / Vstopnice na voljo | Zaslužek     |
| ---------------------------- | --------------- | -------------------------------------- | ------------ |
| MGM Grand Garden Arena       | Las Vegas       | 24.638 / 24.638 (100%)                 | 1.561.214 $  |
| Palace of Auburn Hills       | Auburn Hills    | 16.745 / 16.745 (100%)                 | 1.561.214 $  |
| Arena Allstate               | Rosemont        | 16.538 / 16.538 (100%)                 | 919.880 $    |
| Atlantic City Boardwark Hall | Atlantic City   | 11.653 / 11.653 (100%)                 | 839.588 $    |
| Continental Airlines Arena   | East Rutherford | 17.975 / 17.975 (100%)                 | 919.880 $    |
| Madison Square Garden        | New York        | 16.674 / 16.674 (100%)                 | 933.210 $    |
| Center Fleet                 | Boston          | 16.421 / 16.421 (100%)                 | 947.959 $    |
| Mandalay Bay Events Center   | Las Vegas       | 18.650 / 19.724 (98%)                  | 1.427.697 $  |
| Pacific Coliseum             | Vancouver       | 12.764 / 16.133 (78%)                  | 727.371 $    |
| Rose Garden Arena            | Portland        | 14.548 / 17.079 (88%)                  | 806.876 $    |
| Compaq Center at San Jose    | San Jose        | 14.889 / 16.492 (97%)                  | 843.912 $    |
| Center Staples               | Los Angeles     | 32.392 / 32.392 (100%)                 | 1.859.167 $  |
| Arena Cox v Aztec Bowlu      | San Diego       | 9.889 / 12.360 (89%)                   | 655.400 $    |
| Arena ARCO                   | Sacramento      | 15.350 / 15.350 (100%)                 | 847.174 $    |
| Arena America West           | Phoenix         | 13.799 / 13.799 (100%)                 | 803,930 $    |
| Arena United Spirit          | Lubbock         | 14.256 / 14.256 (100%)                 | 741.972 $    |
| Alamodome                    | San Antonio     | 15.769 / 17.111 (97%)                  | 806.616 $    |
| Compaq Center                | Houston         | 14.160 / 14.160 (100%)                 | 775.828 $    |
|                              | SKUPAJ          | 295.610 / 308.000 (98%)                | 17.978.888 $ |

## Ostali ustvarjalci
| - Produkcija in oblikovanje osvetljevanja - Steve Cohen - Oblikovalec scene - Jim Day - Oblikovanje osvetljevanja in vodja turneje - Joel Young - Produkcijski menedžer - Rob Brenner - Vodja koncertov - Wade Robson - Menedžer s turneje - Richard Channer - Produkcijski koordinator - Dawn Brenner - Asistent produkcije - Andre Morales - Pirotehnika in oblikovanje posebnih efektov - Doug Adams - Glavni elektrotehnik - Henry Wetzel - Glavni tesar - James McKinney - Tesarji - Dewey Evans, Barney Quinn, Mike Thonus, Curtis Gilbert, Brian Bassham, & Dennis Sutton (vodni ekran) - Tehnik vodnega ekrana - Bob Pratt - Glavni monter - Mark Ward - Predhodni monter - Bobby Savage - Vzvodi - Dan Savage, Gabriel Wood, Bill Rengsi - Leteči vzvodi - James Stratton, Dave Lowman, Billy Ferrie, Joey Dickey, & Bjorn Melchert - Vodja osvetljevalne skupine - Pat Brannon - Tehniki osvetljevanja - Jason Bridges, Jeff Gregos, Jeff Crocker, Mike Parker, Dustin Mansell, Marcello Cacciagioni, Madison Wade, & Steve Sligar | - Pirotehniki - Keith Hellebrand, Mike Green in John Taylor - Tehniki laserjev - John Popwycz & Gordon Hum - Video režiser - Mark Haney - Video inženir - Bob Larkin - LED-ov inženir - Kraig »Bundy« Boyd - LED-ov inženir/operater kamere - Phil Evans - Projektorji/operater kamere - Keith Lockette - Operater kamere - Adrian Brister - Projekcija - Rick Popham - FOH-ov inženir zvoka - Monty Lee Wilkes - Inženir monitorja - Raza Sufi - Inženir audio sistema - James Ragus - Audio tehniki - Jamison Hyatt, Paul White, & Daniel Sheehan, ml. - Odrski menedžer - Sven Ladewig - Asistent odrskega menedžerja - Ian Donald & Chris Wallman - Gradnja - Tait Towers; Michael Tait & Winky Fairorth - Osvetljevanje - Steve Cohen Productions - Video učinki - BCC Video; Danny O'Bryen - Vzvod - Branam Enterprises; Joe Branam - Kamera - Tomcat USA - Audio učinki - Showco; M.L. Procise - Izdelovalec vodnega ekrana - Chameleon Productions; John Markham |

Vir: